# Vetsje

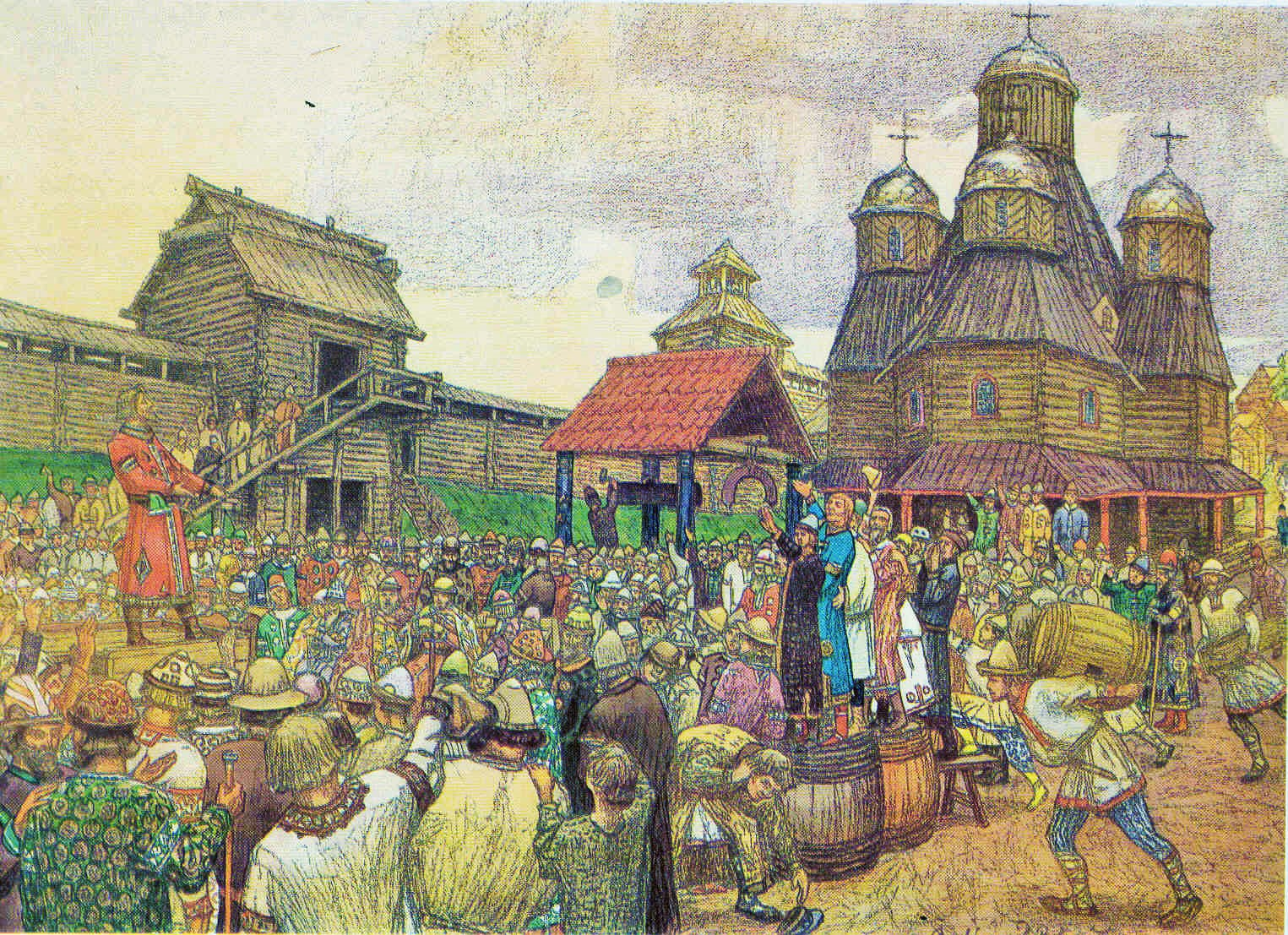
Vetsje van Pskov door Viktor Vasnetsov

De Vetsje (Russisch: вече; Pools: wiec) of wetsje was de volksvergadering binnen middeleeuwse Slavische stadstaten en landen. In de late middeleeuwen werd de naam vetsje gebruikt voor een parlement in dergelijke landen.

## Oorsprong
Het woord 'vetsje' of 'wiec' is afgeleid van de Oerslavische stam *vēt- («вет»), wat 'raad' of 'gesprek' betekent en wat ook terug te vinden is in het woord sovjet. De semantische afleiding van vetsje is parallel aan parlement.

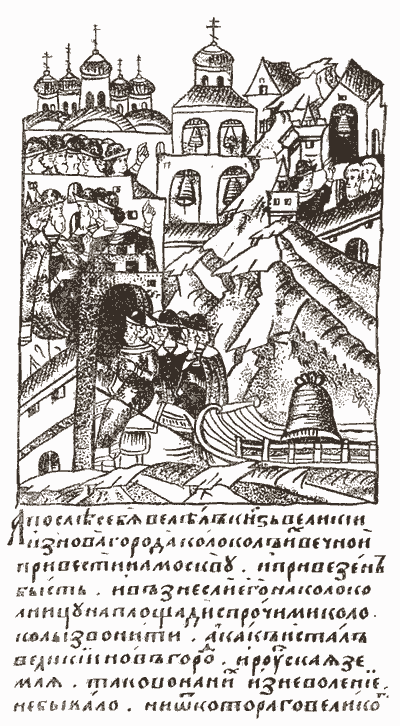
De verwijdering van de vetsjebel uit Novgorod in 1478, waarna deze naar Moskou werd vervoerd, wordt door veel historici gezien als symbool voor het einde van de onafhankelijkheid van de Republiek Novgorod en door sommigen tevens als het einde van de democratische periode in middeleeuws Rusland

## Kievse Rijk
De eerste vetsjes die worden genoemd binnen de Russische kronieken refereren aan Belgorod aan de Dnjepr in 997, Groot-Novgorod (Veliki Novogorod) in 1016 en aan Kiev in 1068. De vetsjes spraken over zaken van oorlog en vrede, namen wetten aan en benoemden leiders en zetten ze af. In Kiev bevond de vetsje zich voor de Kathedraal van Sint-Sofia in Kiev. Toen de Mongolen naar Rusland kwamen, raakten veel noordoostelijke Slavische stadstaten verzwakt en tegen het einde van de 14e eeuw was de positie van de knjaz hier daardoor versterkt ten koste van de vetsjes, die werden afgeschaft. Tijdens klassenopstanden werden de vetsjes echter vaak opnieuw ingesteld, zoals bij de opstanden in Tver in 1293 en 1297, in Moskou in 1382, 1445 en 1547 en in andere steden. Het meest ontwikkeld waren de vetsjes in de feodale republieken Novgorod, Pskov en Vjatka.

## Republiek Novgorod
De vetsje was de hoogste wetgevende macht en rechterlijke autoriteit in de Republiek Novgorod tot haar opheffing in 1478. In haar zusterstaat, de Republiek Pskov, bestond de vetsje tot 1510. Vanaf de Revolutie van Novgorod in 1137, waarbij de regerende prins werd afgezet, werd de vetsje de hoogste staatsautoriteit. Opgemerkt moet echter worden dat de macht van de prins ook daarvoor al beperkt was in Novgorod en de vetsje mogelijk al actief was vanaf het moment dat Veliki Novgorod werd gesticht.
Na de hervormingen van 1410 werd de vetsje geherstructureerd naar een model gelijk aan dat van de Republiek Venetië, waarbij de vetsje het lagerhuis werd van het parlement. Er werd ook een soort van Senaatachtig hogerhuis geformeerd, waarvan alle voormalige leden van de stadsmagistraat lid waren. Sommige bronnen wijzen erop dat het lidmaatschap van de vetsje een voltijdsbaan werd en alle afgevaardigden van het parlement toen vetsjniks werden genoemd.
De vetsje van Novgorod sprak onder andere recht over staatsvergrijpen en zware criminele vergrijpen. Veroordeelde criminelen werden gewoonlijk terechtgesteld door ze van de Grote Brug in de Volchov te gooien. Ook werden de landerijen van de republiek beheerd door de vetsje. Ze gaf certificaten uit aan de verschillende kerkelijke organisaties en aan privé-personen die recht gaven op land. In Veliki Novgorod verkoos de vetsje ook de aartsbisschoppen, posadniks (afgevaardigden) en tysjatski (militaire leider van het volksleger).
Naar verluidt kon de vetsje van Veliki Novgorod door iedereen worden opgeroepen door de vetsjebel te luiden, maar het is waarschijnlijker dat de gewoonlijke procedure ingewikkelder was. Deze bel was het symbool van de republikeinse soevereiniteit en onafhankelijkheid. De hele bevolking van de stad, zowel bojaren als handelaren en gewone burgers verzamelden zich dan voor het Hof van Jaroslav. Er konden afzonderlijke vergaderingen worden gehouden in de districten van Veliki Novgorod.
In Pskov kwam de vetsje bijeen in het hof van de Drievuldigheidskathedraal.
Achttiende- en negentiende-eeuwse Russische historici zagen de vetsje als opvolger van de Slavische stamvergaderingen en als tegenpool van de Russische autocratie. Met het einde van de republieken Novgorod en Pskov verdween ook het vetsjesysteem.

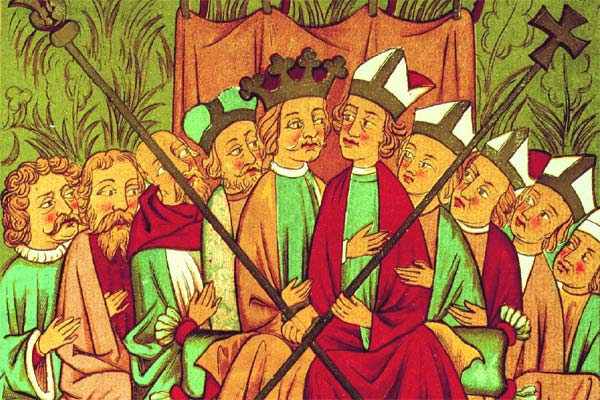
Een wiec tijdens de regering van Casimir III (1333-1370)

## Wiec in Polen
Volgens de kronieken van Gallus Anonymus werd de eerste legendarische Poolse leider, Siemowit, die de Piast-dynastie startte, gekozen door een wiec. In 1182 werd in navolging van de wiec het Poolse parlement opgericht; de Sejm.

## Joegoslavië
In Joegoslavië werd het woord vetsje gebruikt voor de kamers van het Joegoslavische parlement.